# Triniochloa micrantha
Triniochloa micrantha är en gräsart som först beskrevs av Frank Lamson Scribner, och fick sitt nu gällande namn av Albert Spear Hitchcock. Triniochloa micrantha ingår i släktet Triniochloa och familjen gräs. Inga underarter finns listade i Catalogue of Life.